# Arxiu universitari

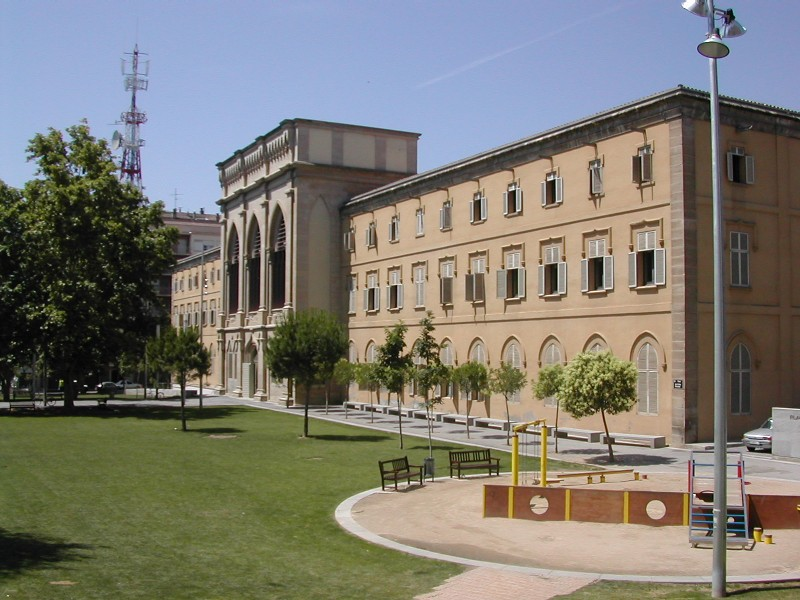
Rectorat de la UdL, antiga seu de l'arxiu de la universitat

Els arxius universitaris estan constituïts pel conjunt de documents generats, reunits o rebuts pels diferents òrgans d'una universitat en el desenvolupament de les seves funcions i activitats.
El fons documental dels arxius universitaris l'integra la documentació que produeix la mateixa institució, en qualsevol tipus de suport i format, amb la finalitat de ser conservada pel seu valor administratiu, informatiu o legal. Per tant, es tracta d'arxius administratius, que en alguns casos –depenent de l'antiguitat de la universitat- també poden arribar a custodiar documentació històrica.
L'arxiu de la universitat ha de garantir la conservació de la documentació produïda per la mateixa institució, així com l'accés a aquesta documentació per qualsevol persona vinculada o no a la Universitat. S'entén igualment per arxiu universitari el servei especialitzat en la gestió, conservació i difusió dels documents amb finalitats administratives, docents, investigadores y culturals de les universitats. Per tant, és recomanable que l'arxiu sigui considerat com un servei universitari únic i funcional que integri tot el cicle de la producció documental: des de la seva creació o recepció fins a la conservació o eliminació definitiva, sempre d'acord amb els criteris tècnics i legals establerts.
També hem de delimitar el concepte de document universitari. Es tractaria de tota expressió textual, en llenguatge oral o escrit, natural o codificat, així com tota imatge gràfica o impressió sonora, recollida en un suport material de qualsevol tipus que constitueixi un testimoniatge de les activitats i de les funcions de la universitat. S'exceptua d'aquesta definició aquells documents produïts per membres de la comunitat universitària en l'exercici de les seves activitats privades o professionals.

## Funcions
La missió d'un arxiu universitari és planificar, implantar i avaluar un sistema de gestió de la documentació administrativa i d'arxiu, així com conservar, preservar, organitzar, descriure, i fer accessible tots els fons documentals, administratius i històrics, de la universitat. Les funcions d'un arxiu universitari acostumen a ser:
- La classificació i descripció dels documents, per tal de garantir-ne el control, l'accés i la recuperació ràpida i eficient de la informació en qualsevol fase del seu cicle vital i en qualsevol unitat.
- L'avaluació dels documents, per tal de fer la proposta de conservació o eliminació.
- La gestió de la documentació: la custodia o l'eliminació. En cas de documentació per eliminar ha de garantir un mètode de destrucció que asseguri la confidencialitat de la informació i la destrucció total dels documents que no siguin necessaris per al desenvolupament de les activitats administratives de la universitat. És important també gestionar la documentació administrativa en qualsevol suport o format i en tot el cicle de la seva evolució fins a la conservació o eliminació.
- La conservació de la documentació. El dipòsit de l'arxiu ha d'assegurar unes condicions físiques i les mesures de seguretat adequades per garantir una conservació òptima dels documents. S'han de tenir en compte aspectes com la temperatura, la humitat, els microorganismes, entre d'altres, i ha de cobrir els sistemes d'alarma pertinents: antiincendis, robatoris, etc.
- La difusió als usuaris del patrimoni documental de la universitat a través de serveis de consulta, activitats o investigació dels seus fons permetent-ho a tots els membres de la comunitat universitària i als ciutadans en general, gestionant el préstec intern de documentació.
- La formació per als usuaris dels arxius de gestió.

## Fons documental
L'Arxiu ha d'organitzar i custodiar els fons de la mateixa universitat, que són la conseqüència directa de les seves activitats administratives, docents i investigadores que acaben generant la documentació. Tots els fons dels òrgans col·legiats i unipersonals d'àmbit general i particular, i els serveis administratius, sense excepció, formen part del fons institucional, abarcant totes les etapes del cicle de l'evolució documental. El fons institucional de l'arxiu universitari està format per sèries documentals comunes a tota l'administració pública, com per exemple els expedients de contractació, expedients de personal, expedients comptables, expedients jurídics, expedients d'obres, expedients de compra de béns mobles, etc. Un altre fons el formen les sèries documentals específiques de l'administració universitària, pertanyents als grups derivats de les funcions pròpies de la universitat: estudi, docència i investigació.
El fons documental de l'arxiu està integrat per documents en qualsevol suport o format (vídeos, fotografies, cartells, cintes magnetofòniques, discos magnètics, òptics, etc.).A més, l'arxiu universitari pot adquirir algunes col·leccions o rebre alguns fons per donacions o cessió, essent aconsellable tenir un criteri selectiu per a la integració d'aquesta documentació, que estigui d'acord amb la naturalesa i la finalitat general de l'arxiu seguint els requisits i els procediments fixats pels serveis jurídics de la universitat. El patrimoni documental de la Universitat ho constituirà el conjunt de documents produïts o rebuts per:
- Els òrgans de govern i de representació universitaris, tant dels serveis administratius centrals com de les facultats, escoles, departaments o instituts o qualsevol altre òrgan creat per facilitar les funcions que té la universitat.
- Les persones físiques al servei de la universitat en l'exercici de les seves funcions docents, investigadores i administratives.
- Les persones físiques o jurídiques que facin cessió o donació expressa dels seus documents.

Constitueixen el fons documental d'un arxiu universitari els documents de qualsevol suport amb la naturalesa següent:
- Documents constitutius de la universitat i dels seus òrgans de govern.
- Documents de l'organització administrativa de la universitat i de la gestió econòmica i financera.
- Documents derivats de la gestió dels recursos humans: expedients de personal.
- Documents de la gestió acadèmica: expedients, beques, actes de notes, etc.
- Documents de la docència: plans d'estudis.
- Documents de la recerca: finançament, memòries i convenis de recerca.
- Publicacions institucionals i memòries anuals.
- Altres tipus de documents que reflecteixin activitats de la universitat i els seus membres. Per exemple, pot comptar amb un fons audiovisual.

Un àmbit problemàtic pot ser considerar patrimoni documental de la universitat tots aquells documents que per la seva índole es considerin treballs personals, manuscrits, anotacions, originals d'articles o llibres, etc. del personal docent i investigador, amb el que es podria contravenir la legislació sobre la propietat intel·lectual.

## El marc jurídic dels arxius universitaris
Les activitats i funcions de l'arxiu universitari han d'emmarcar-se dins del règim jurídic general sobre arxius i documents de l'administració pública i de la normativa específica de cada universitat. Per tant, les universitats tenen autonomia per gestionar arxius i documents dins dels límits de la submissió a l'ordenament jurídic general. Aquesta situació plural condueix a certes diferències estructurals i orgàniques que són resultat de l'autonomia universitària.Des de la mateixa Constitució espanyola fins a la legislació més recent del règim jurídic i el procediment administratiu comú sobre arxius i documents, s'incideix en l'obligació de les administracions públiques d'acomplir la consulta de la documentació pels mateixos interessats i pels ciutadans en general. La documentació ha de conservar-se i organitzar-se adequadament per respondre en tot moment a aquesta prescripció de les universitats.
La Llei 16/1985 del Patrimoni històric espanyol desenvolupa la normativa que afecta a les obligacions mínimes sobre la seva conservació i accés, així es diu que "tots els posseïdors de béns del Patrimoni Documental i Bibliogràfic estan obligats a conservar-los, protegir-los; destinar-los a un ús que no impedeixi la seva conservació i mantenir-los en llocs adequats". Aquestes obligacions inclouen la no alienació dels béns, la inspecció per part dels organismes competents, la protecció de la intimitat de les persones, l'accés dels fons per als investigadors, el control sobre la destrucció, etc. La Llei de Patrimoni Històric Español és un punt de referència obligat per a qualsevol Administració que disposi o pugui disposar d'un patrimoni documental; així per exemple, la definició que en l'article cinquanta-nou s'exposa sobre el concepte arxiu parteix d'una concepció unitària "són arxius els conjunts orgànics de documents, o la reunió de diversos, reunits per les persones jurídiques, públiques o privades, en l'exercici de les seves activitats, al servei de la seva utilització per a la investigació, la cultura, la informació i la gestió administrativa. Així mateix, s'entén per Arxius les institucions culturals on es reuneixen, conserven, ordenen i difonen per a les finalitats anteriors esmentades aquests conjunts orgànics". Aquest caràcter orgànic i jurídico-administratiu dels arxius els diferència d'altres serveis universitaris d'informació amb altres finalitats.Sobre la regulació del dret d'accés a arxius i registres, la Llei de règim jurídic de les administracions públiques i del procediment administratiu comú, coneguda com la Llei 30/1992, garanteix que "els ciutadans tenen dret a accedir als registres i als documents que, formant part d'un expedient, obrin en els arxius administratius, qualsevol que sigui la forma d'expressió, gràfica, sonora o en imatge o el tipus de material en què figurin, sempre que tals expedients corresponguin a procediments acabats en la data de la sol·licitud". Igualment resol que en algunes circumstàncies en què s'atempti contra els drets a la intimitat personal o quan prevalguin raons d'interès públic, podrà ser denegat el seu accés.
D'altra banda, la Llei Orgànica 11/1983 de Reforma Universitària no fa cap esment sobre els arxius i documents, ja que sembla que el caràcter general de la Llei deixa que aquesta qüestió s'articuli a partir de l'autonomia de cada centre. Per això, alguns estatuts recullen amb diferències i desigualtats considerables l'estructuració i la naturalesa del servei d'arxiu. No hi ha per tant un model únic, encara que el seu àmbit orgànic sembla que s'emmarqui majoritàriament dins de les competències del Secretari General. Tampoc s'arriba a un consens pel que fa a l'estructuració del servei d'arxiu en una sola unitat funcional especialitzada en organització dels documents, fraccionant la unitat documental en funció de la utilització del document administratiu o històric.A part de la normativa estatal, les comunitats autònomes tenen les seves competències en matèria d'arxius, documents i procediment administratiu. En aquest cas, l'arxiu universitari haurà d'ajustar-se a aquesta legislació, sempre que tingui un caràcter general per a tots els arxius públics de la comunitat i sempre que no s'incideixi en aspectes reservats a l'autonomia universitària.

## Situació actual dels arxius universitaris
Les universitats generen i reben un nombre considerable de documents que són la conseqüència més directa de les accions necessàries per al compliment i exercici de les seves finalitats: la docència, l'estudi i la investigació. Aquestes competències generen una activitat administrativa que tenen el seu reflex en la documentació corresponent. Els documents poden tenir a més altres valors (fiscal, legal o històric), a conseqüència de la seva pròpia naturalesa i evolució. Per controlar i organitzar aquesta quantitat ingent de documentació, algunes universitats espanyoles han constituït els seus serveis d'arxius i de gestió documental amb l'objectiu de racionalitzar la documentació en les diferents fases i garantir la conservació i difusió del seu patrimoni documental.
La creació del servei d'arxiu universitari contribueix molt positivament a l'eficiència i eficàcia de la gestió administrativa de la universitat, i una aportació a la docència, l'estudi i la investigació. Així per exemple, la creació del servei d'arxiu suposa un estalvi considerable de temps i diners en la tramitació, disposició dels expedients, a més d'agilitzar les gestions dels interessats. Amb tot això, a més, s'assegura que les universitats actuen dins del marc legal que obliga a les administracions públiques a tenir ordenats i fer accessibles els documents (Llei 30/92 de Règim Jurídic de les Administracions Públiques i del Procediment Administratiu Comú). La situació actual demostra que són poques les universitats espanyoles que han resolt satisfactòriament el problema, ja que en algunes d'elles encara no es disposa d'un servei d'arxiu. Quan es produeix aquesta circumstància, s'acumulen els documents i s'agreuja la situació, la desorganització i la inaccessibilitat als seus fons. Tot això pot comportar greus repercussions per a la gestió administrativa general dels centres universitaris. En els últims anys s'han creat serveis d'arxius en universitats amb fons administratius i històrics, i també s'han començat a implantar alguns sistemes de gestió documental que aporten una racionalització dels processos que intervenen en la producció, la tramitació, l'ús i la disposició dels documents des de les oficines productores. Així, l'arxiu s'ha convertit en un servei clau per a l'organització dels procediments i mètodes en l'administració actual de les universitats catalanes, espanyoles i mundials.

## Els arxius universitaris a Catalunya
A Catalunya, la Llei 10/2001 d'arxius i documents, del 13 de juliol, preveu que els arxius de les universitats catalanes, independentment de la seva titularitat, s'integrin en el Sistema d'Arxius de Catalunya. Les universitats catalanes que compten amb un servei (unitat,oficina) d'arxiu són les següents:
- Gestió documental i Arxiu de la Universitat de Barcelona.
- Arxiu General i Registre de la Universitat Autònoma de Barcelona.
- Oficina de Documentació i Arxiu de la UPC de la Universitat Politècnica de Catalunya.
- Gestió documental i Arxiu de la Universitat Pompeu Fabra.
- Gestió Documental, Arxiu i Registre de la Universitat de Girona.
- Arxiu i Gestió de Documents de la Universitat de Lleida.
- Gestió Documental i Arxiu de la Universitat Rovira i Virgili.
- Gestió Documental, Arxiu i Registre de la Universitat de Vic.
- Arxiu i Gestió Documental de la Universitat Oberta de Catalunya.
- Arxiu General de la Universitat Internacional de Catalunya.
- Arxiu documental de la Universitat Ramon Llull.

## Conferencia de Archiveros de las Universidades Españolas
La Conferencia de Archiveros de las Universidades Españolas (CAU), formada pels tècnics d'arxiu de les universitats espanyoles, tant públiques com privades, té per objectiu millorar la gestió del patrimoni documental dels centres espanyols d'educació superior. Per això la CAU compta amb un grup de treball permanent que s'encarrega d'elaborar projectes i activitats de difusió com congressos i jornades que permetin una millor efectivitat dels serveis d'arxiu de les universitats.
Les Jornades que organitza la CAU serveixen com a instrument de difusió dels projectes que s'estan portant a terme i d'intercanvi d'opinions entre arxivers de diferents universitat. S'han celebrat les següents jornades: el 1998 a Valladolid; el 1995 a Alcalá de Henares, el 1996 a Barcelona; el 1998 a Salamanca; el 1999 a Còrdova; el 2001 a Sevilla; el 2002 a València; el 2003 a Pamplona; el 2004 a Valladolid; el 2005 a Madrid; el 2006 a Palma; el 2007 a Lleida; i el 2008 a Castelló de la Plana.
La CAU està integrada dins de la Conferencia de Rectores de las Universidades Españolas (CRUE) i té com a normativa el reglament de la CAU, aprovat el 2003, el qual específica les seves funcions i la seva organització.

## Section on University and Research Institution Archives
El Consell Internacional d'Arxius (CIA/ICA) té una secció específica que es dedica als arxius de les universitats i d'altres institucions d'investigació. La SUV (Section on University and Research Institution Archives), d'acord amb els principis generals de l'ICA sobre difusió i recerca en arxivística, té per objectiu promoure la cooperació professional i científica, així com la comunicació, entre arxius i arxivers de les universitats, col·legis, acadèmies de ciències i lletres i institucions de recerca; difondre informacions relatives a la creació i a la gestió d'arxius universitaris i fomentar el desenvolupament d'aquests serveis en organitzacions d'aquest tipus.
Entre les activitats de difusió que organitza la SUV destaca una conferència anual, la qual ha tingut lloc el 2009 (8 a 11 de setembre) a Rio de Janeiro, Brasil.